# مقاطعة هفش
هفش (بالمجرية: Heves megye) هي مقاطعة إدارية في شمال المجر. أنها تقع على يمين ضفة النهر تيسا, وجبال ماترا وبوك. أنها تُشارك حدودها مع المقاطعات المجرية بشت، نوغراد، بورسود-آبائوي-زمپلن, وياس-نادكون-سولنك. عاصمة المقاطعة هي مدينة إغير.

## جغرافية

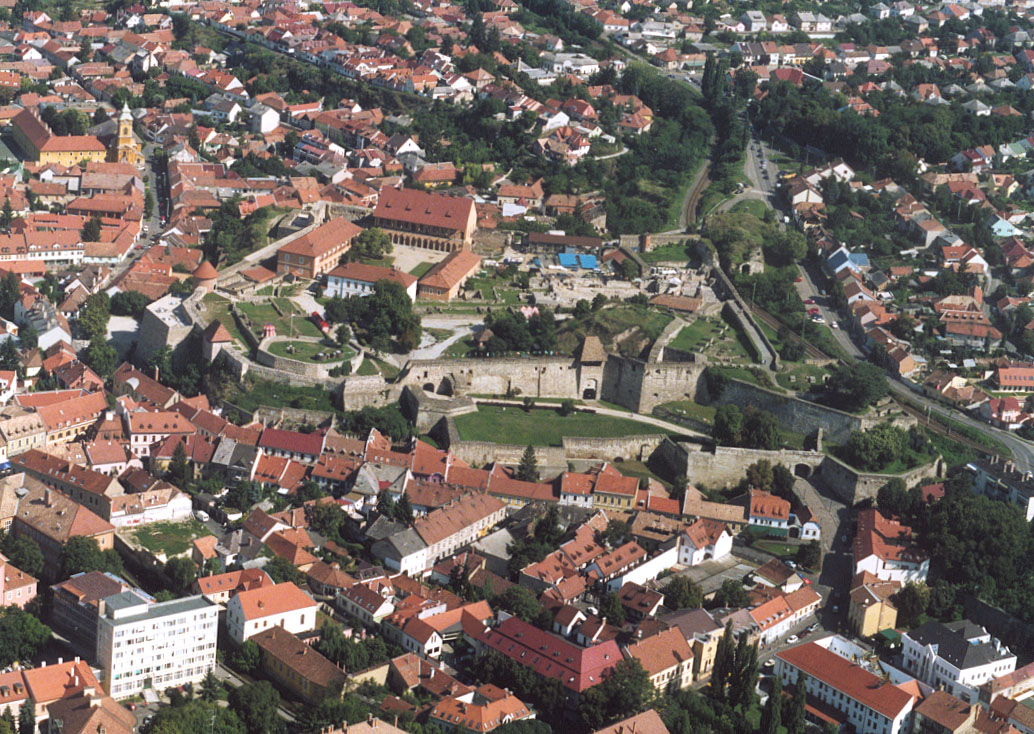
إغير

هفش هي مقاطعة متنوعة جغرافيا, حيث الجزء الشمالي جبالي (ماترا وبوك هم أطول سلاسل جبلية في المجر), مع سهل في الجنوب الذي يُعتبر جزء من السهل المجري العظيم. تقع بحيرة تيسا في الجنوب, أكبر بحيرة صناعية في المجر. معدل درجة الحرارة يتراوح بين 8-10 درجة (أعلى بقليل في المناطق الجنوبية من المقاطعة).

### أنهار
- زادفا
- تارنا
- تيسا
- لاسكو

### أعلى نقطة
- كيكيش, جبال ماترا (1014 متر الأعلى في المجر)

### أدنى نقطة
- كيشكيور (86 متر)